# Брайън Джеймс
Брайън Хауърд Джеймс (на английски: Brion Howard James) е американски актьор. 

## Биография
Роден е на 20 февруари 1945 година в Редлъндс, Калифорния.

### Кариера
Заради внушителното си екранно присъствие и ръст от 191 сантиметра  той често е избиран да играе ролята на бияч. Играе роли във филми като „Блейд Рънър“, „48 часа“, „Още 48 часа“, „Танго и Кеш“, „Червена топлина“ и „Петият елемент“. Играл е в над 100 филма.

### Смърт
Джеймс умира на 54 години от инфаркт на 7 август 1999.

## Избрана филмография
| Година | Филм                             | Оригинално заглавие            | Роля                   | Режисьор           |
| ------ | -------------------------------- | ------------------------------ | ---------------------- | ------------------ |
| 1981   | Пощальонът винаги звъни два пъти | The Postman Always Rings Twice |                        | Боб Рафелсън       |
| 1982   | Блейд Рънър                      | Blade Runner                   | Леон Ковалски, андроид | Ридли Скот         |
| 1982   | 48 часа                          | 48 Hrs.                        | Бен Кехо               | Уолтър Хил         |
| 1988   | Червена топлина                  | Red Heat                       | Стрийк                 | Уолтър Хил         |
| 1989   | Танго и Кеш                      | Tango & Cash                   | Рикуин                 | Андрей Кончаловски |
| 1997   | Петият елемент                   | The Fifth Element              | Генерал Мънро          | Люк Бесон          |